# Soligny-la-Trappe
Soligny-la-Trappe és un municipi francès situat al departament de l'Orne i a la regió de Normandia. L'any 2007 tenia 710 habitants.

## Demografia

### Població
El 2007 la població de fet de Soligny-la-Trappe era de 710 persones. Hi havia 308 famílies de les quals 120 eren unipersonals (80 homes vivint sols i 40 dones vivint soles), 104 parelles sense fills, 72 parelles amb fills i 12 famílies monoparentals amb fills.
La població ha evolucionat segons el següent gràfic:
Habitants censats

### Habitatges
El 2007 hi havia 414 habitatges, 322 eren l'habitatge principal de la família, 61 eren segones residències i 31 estaven desocupats. 371 eren cases i 40 eren apartaments. Dels 322 habitatges principals, 206 estaven ocupats pels seus propietaris, 109 estaven llogats i ocupats pels llogaters i 7 estaven cedits a títol gratuït; 11 tenien una cambra, 16 en tenien dues, 76 en tenien tres, 102 en tenien quatre i 117 en tenien cinc o més. 251 habitatges disposaven pel capbaix d'una plaça de pàrquing. A 168 habitatges hi havia un automòbil i a 90 n'hi havia dos o més.

### Piràmide de població
La piràmide de població per edats i sexe el 2009 era:
| Homes | Edats   | Dones |
| ----- | ------- | ----- |
| 0     | 95 o +  | 0     |
| 0     | 90 a 94 | 4     |
| 4     | 85 a 89 | 16    |
| 4     | 80 a 84 | 4     |
| 12    | 75 a 79 | 20    |
| 32    | 70 a 74 | 20    |
| 20    | 65 a 69 | 36    |
| 28    | 60 a 64 | 20    |
| 16    | 55 a 59 | 28    |
| 28    | 50 a 54 | 8     |
| 4     | 45 a 49 | 24    |
| 32    | 40 a 44 | 16    |
| 20    | 35 a 39 | 28    |
| 28    | 30 a 34 | 32    |
| 24    | 25 a 29 | 8     |
| 4     | 20 a 24 | 12    |
| 28    | 15 a 19 | 20    |
| 32    | 10 a 14 | 0     |
| 12    | 5 a 9   | 48    |
| 12    | 0 a 4   | 24    |

## Economia
El 2007 la població en edat de treballar era de 373 persones, 250 eren actives i 123 eren inactives. De les 250 persones actives 222 estaven ocupades (131 homes i 91 dones) i 28 estaven aturades (10 homes i 18 dones). De les 123 persones inactives 48 estaven jubilades, 21 estaven estudiant i 54 estaven classificades com a «altres inactius».

### Ingressos
El 2009 a Soligny-la-Trappe hi havia 326 unitats fiscals que integraven 687,5 persones, la mediana anual d'ingressos fiscals per persona era de 15.031 €.

### Activitats econòmiques
Dels 36 establiments que hi havia el 2007, 1 era d'una empresa extractiva, 2 d'empreses alimentàries, 2 d'empreses de fabricació d'altres productes industrials, 4 d'empreses de construcció, 8 d'empreses de comerç i reparació d'automòbils, 1 d'una empresa de transport, 3 d'empreses d'hostatgeria i restauració, 3 d'empreses immobiliàries, 4 d'empreses de serveis, 6 d'entitats de l'administració pública i 2 d'empreses classificades com a «altres activitats de serveis».
Dels 10 establiments de servei als particulars que hi havia el 2009, 1 era un taller de reparació d'automòbils i de material agrícola, 1 paleta, 3 fusteries, 2 perruqueries, 2 restaurants i 1 agència immobiliària.
Dels 2 establiments comercials que hi havia el 2009, 1 era una botiga de menys de 120 m² i 1 una fleca.
L'any 2000 a Soligny-la-Trappe hi havia 18 explotacions agrícoles que ocupaven un total de 846 hectàrees.

## Equipaments sanitaris i escolars
El 2009 hi havia una escola elemental integrada dins d'un grup escolar amb les comunes properes formant una escola dispersa.

## Poblacions més properes
El següent diagrama mostra les poblacions més properes.